# Xiphocheilus typus
Xiphocheilus typus е вид лъчеперка от семейство Labridae, единствен представител на род Xiphocheilus.

## Разпространение
Видът е разпространен в Австралия, Бангладеш, Виетнам, Индия, Индонезия, Камбоджа, Китай, Малайзия, Мианмар, Нова Каледония, Сингапур, Тайланд и Филипини.